# Oruza puncticosta
Oruza puncticosta là một loài bướm đêm trong họ Erebidae.